# Worry About Me
Worry About Me is een nummer van de Britse zangeres Ellie Goulding uit 2020, in samenwerking met de Amerikaanse zanger Blackbear.
Het nummer, dat een diep basgeluid en trap- en hiphopinvloeden kent, lekte al uit via sociale media voordat het uit werd gebracht. Hoewel Gouldings vorige single "River" (een cover van Joni Mitchell) de koppositie bereikte in de Britse hitlijsten, flopte "Worry About Me" in het Verenigd Koninkrijk met een 78e positie. In Nederland bereikte het nummer de 21e positie in de Tipparade, en ook in Vlaanderen haalde het de Tipparade.